# Zemitrella choava
Zemitrella choava is een slakkensoort uit de familie van de Columbellidae. De wetenschappelijke naam van de soort is voor het eerst geldig gepubliceerd in 1859 door Reeve.